# Valle de Leyda

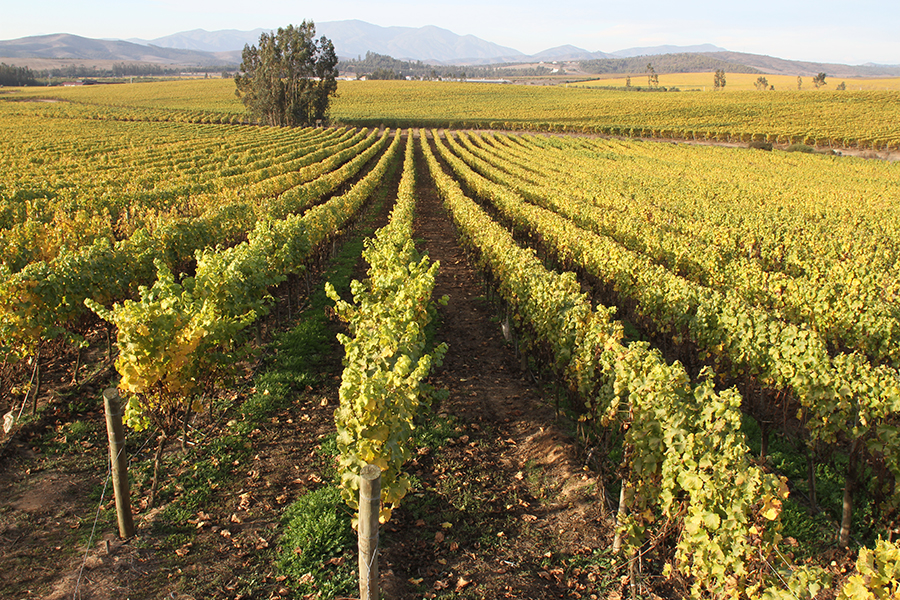
Valle de Leyda.

Valle de Leyda es una denominación de origen chilena para vinos procedentes de la zona vitícola homónima que se ajusten a los requisitos establecidos por el Decreto de Agricultura nº 464 de 14 de diciembre de 1994, que establece la zonificación vitícola del país y fija las normas para su utilización como denominaciones de origen.
El Valle de Leyda se encuadra dentro de la subregión del Valle de San Antonio y comprende las comunas de San Antonio y Santo Domingo de la provincia de San Antonio, distinguiéndose dentro de ella el área de San Juan, correspondiente a la comuna de San Antonio.
Esta zona produce sobre todos vinos blancos de Chardonnay y Sauvignon Blanc, pero también se encuentran plantaciones de Syrah. 